# Golf du Touquet
De Golf de Touquet is een golfbaan in de Franse kustplaats Le Touquet. Hij werd in 1904 opgericht. De golfbanen liggen in de duinen langs de Opaalkust (Côte d'Opale). 
Er zijn drie golfbanen: La Mer, La Forêt en Le Manoir.
- La Mer (par 72) werd in 1931 door Harry Colt aangelegd en ligt voornamelijk in de duinen. Het is een links-baan die regelmatig in de top-100 van de wereld wordt genoemd. Hoewel de naam van de baan anders suggereert, is de zee alleen vanaf de laatste twee holes te zien, omdat de duinen, net als in Nederland, vrij hoog zijn. De baan werd in 2010 gemoderniseerd en enkele tees worden verplaatst.
- La Forêt (par 71) werd ontworpen door Horace Hutchinson, De baan ligt in de dennenbossen, meer beschut tegen de zeewind.
- Le Manoir (par 35) werd ontworpen door Bill Baker. Het is een 9 holesbaan.

De golfbaan is eigendom van Open Golf Club. Deze keten werd in 1978 opgericht en beheert een aantal golfbanen en golfhotels in Frankrijk.

## Toernooien
Op Le Touquet werd in 1914 de 9de editie van het Frans Open gespeeld. In 1935, 1939, 1976 en 1977 was de club weer gastheer van dit toernooi.
In 2011 werd de 18de editie van de Pro-Am International de la Côte d'Opale georganiseerd. Dit vierdaagse toernooi wordt in de week na pasen op vier banen gespeeld: Le Touquet, Hardelot les Pins, Wimereux en Belle Dune. Met 400 deelnemers is het de grootste Pro-Am van Europa. 